# Addit
Addit er en lille landsby i Østjylland beliggende i Sønder Vissing Sogn. Den ligger i Region Midtjylland og hører under Horsens Kommune. Den eneste industri i området er udvinding af kvartssand i nærheden af Addit. 
Addit ligger ved landevejen mellem Silkeborg (17 kiometer) og Horsens (28 kilometer) nær store skove og Salten Langsø.